# Guy de Malesec
Guy de Malesec, o de Maillesec o de Malesset (Tulle, 1340 circa – Parigi, 8 marzo 1412), è stato un vescovo cattolico e cardinale francese.
La sua anzianità nel rango cardinalizio giocò un ruolo importante nell'elezione dell'antipapa Benedetto XIII.

## Biografia
Appartenente a una famiglia nobile del Limosino ed era nipote per parte di padre papa Clemente V e per parte di madre di papa Gregorio XI.
Fu vescovo di Lodève dal 1370 e l'anno successivo vescovo di Poitiers. Nel concistoro del 20 dicembre 1375 fu nominato cardinale da Gregorio XI con il titolo della chiesa di Santa Croce in Gerusalemme. In seguito divenne vescovo di Palestrina (dal 1384 al 1412).
A causa dello scisma dell'epoca la sua nomina avignonese fu contestata dall'arcivescovo di Pisa Francesco Moricotti Prignani Butillo.
Egli fu decano del collegio cardinalizio nell'obbedienza avignonese dall'agosto del 1405 a giugno del 1409, allorché partecipò al Concilio di Pisa e all'elezione papale di Pietro Filario da Candia, che prese il nome di Alessandro V, ma fu considerato un antipapa (detto poi anche papa di obbedienza pisana). Rimase decano del sacro collegio nell'obbedienza pisana.